# Gunther Plüschow
Gunther Plüschow (8 de febrero de 1886, Múnich, Imperio alemán - 28 de enero de 1931, Lago Argentino, Argentina) fue un aviador del Ejército Imperial Alemán, explorador aéreo y escritor alemán. Sus hazañas incluyen el único escape de un prisionero de guerra alemán en la Primera Guerra Mundial desde Gran Bretaña de regreso a Alemania; fue el primer hombre en explorar y filmar Tierra del Fuego y la Patagonia desde el aire. Perdió la vida en una segunda expedición aérea a la Patagonia en 1931. Como aviador y explorador, la Fuerza Aérea Argentina lo honra como héroe hasta el día de hoy.

## Primera Guerra Mundial
Cuando comenzó la Primera Guerra Mundial en agosto de 1914, el teniente Plüschow fue asignado a la Estación Naval del Este de Asia en Tsingtau, entonces parte de la concesión alemana de la Bahía de Kiautschou en China. Dos aviones Taube habían sido enviados en cajas desde la Alemania imperial. Después de supervisar el montaje de los aviones, Plüschow comenzó a servir como piloto y observador aéreo. El segundo avión, volado por el teniente Friedrich Müllerskowski, pronto se estrelló, dejando a Plüschow volar solo.
Un ultimátum japonés el 15 de agosto exigiendo la evacuación alemana de la Bahía de Kiautschou fue entendidamente ignorado, y ocho días después Japón declaró la guerra contra Alemania. Las fuerzas japonesas y británicas asediaron conjuntamente la colonia alemana. En noviembre de 1914, la situación militar en la Bahía de Kiautschou se había vuelto insostenible, y el 6 de noviembre se ordenó a Plüschow (que había volado de reconocimiento y había derribado un avión japonés con su pistola Luger) volar en su Taube, llevando los últimos despachos y documentos del gobernador. Después de volar unos 250 kilómetros en su avión reparado, Plüschow se estrelló contra un arrozal. Incendió su Taube y continuó a pie su camino a Alemania.

### Escape de China
Plüschow caminó hacia Daschou, donde el mandarín local organizó una fiesta para él. Se las arregló para obtener un pase para cruzar China, así como una basura en la que navegó río abajo, llegando finalmente a salvo a Nankín.
Plüschow sintió que estaba siendo vigilado, incluso por funcionarios abiertamente amigables con Alemania. Cuando estaba a punto de ser arrestado, saltó en un rickshaw y fue a la estación de ferrocarril, donde sobornó a un guardia y se subió a un tren a Shanghái.
En Shanghái, Plüschow conoció a la hija de un diplomático que conocía de Berlín. Ella le proporcionó documentos como ciudadano suizo, así como dinero y un billete en un barco que navegaba a Nagasaki, Honolulu y, finalmente, a San Francisco. En enero de 1915, cruzó los Estados Unidos a la ciudad de Nueva York. Era reacio a acercarse al consulado alemán allí, ya que había ingresado al país con una identidad falsa. Peor aún, leyó en un periódico que se suponía que estaba en Nueva York.
Su suerte lo salvó de nuevo. Conoció a un amigo de Berlín que logró conseguirle documentos de viaje para un barco que zarpó el 30 de enero de 1915 hacia Italia. El mal tiempo obligó al barco de Plüschow a atracar en Gibraltar, donde los británicos lo arrestaron como un enemigo extranjero. Pronto descubrieron que era el famoso aviador de Tsingtau.

### Escape de Londres
El 1 de mayo de 1915, Plüschow fue enviado a un campo de prisioneros de guerra en Donington Hall en Leicestershire. El 4 de julio de 1915, escapó durante una tormenta y se dirigió a Londres. Scotland Yard emitió una alerta, pidiendo al público que esté atento a un hombre con un "tatuaje de dragón" en el brazo.
Disfrazado como trabajador, Plüschow se sintió lo suficientemente seguro como para tomar fotografías de recuerdo de sí mismo en los muelles de Londres. Ocupaba su tiempo leyendo libros sobre Patagonia, y por la noche se escondía dentro del Museo Británico.
Por razones de seguridad, no se publicaron avisos anunciando la salida de los barcos, pero un encuentro afortunado con otra de sus amigas le permitió obtener la información para abordar el ferry Princess Juliana, que navegaba hacia los neutrales Países Bajos. Llegó a salvo y finalmente llegó a Alemania, donde al principio fue arrestado como espía, ya que nadie creía que pudiera haber logrado tal hazaña. Plüschow es el único combatiente alemán durante cualquiera de las dos guerras mundiales que escapó de un campo de prisioneros en las islas británicas.

### Regreso a Alemania
Una vez que fue identificado, Plüschow fue aclamado como "el héroe de Tsingtau". Fue condecorado, promovido y se le asignó el mando de la base naval en Libau en la ocupada Letonia. En junio de 1916, en un hangar de aviones en Libau, Plüschow se casó. También escribió su primer libro, Las aventuras del aviador de Tsingtau, que vendió más de 700 000 copias. En 1918, nació su hijo, Guntolf Plüschow.
1918 fue un año de profunda crisis en Alemania. En noviembre, Guillermo II, emperador alemán, se vio obligado a huir a los Países Bajos cuando su nación se disolvió en el caos. En 1919, el Tratado de Versalles se imprimió en Alemania, y los alemanes descontentos con el resultado celebraron varias revueltas militares y civiles. El Kapitänleutnant [teniente comandante] Plüschow se negó a participar. En cambio, a los 33 años, renunció renuentemente a la Reichsmarine.

## Exploraciones Sudamericanas
Después de dejar la Marina, Plüschow trabajó en varios lugares antes de ser contratado en el velero Parma, con destino a América del Sur. El barco lo llevó alrededor del Cabo de Hornos hasta Valdivia, Chile; luego viajó por tierra a través de Chile hasta la Patagonia. A su regreso a Alemania, publicó Segelfahrt ins Wunderland ("Viaje al país de las maravillas"), que le valió lo suficiente para explorar más.
El 27 de noviembre de 1927, Plüschow llevó el velero de madera de dos mástiles Feuerland a Punta Arenas, Chile. Su ingeniero, Ernst Dreblow, llevó su hidroavión, un Heinkel HD 24 D-1313, a bordo de un vapor. Para diciembre de 1928, el avión estaba completamente ensamblado y el vuelo inaugural trajo el primer correo aéreo de Puntas Arenas a Ushuaia, Argentina. En los meses siguientes, Plüschow y Dreblow fueron los primeros en explorar por aire la Cordillera Darwin, el Cabo de Hornos, el Campo de Hielo Patagónico Sur y las Torres del Paine de la Patagonia. En 1929, Plüschow tuvo que vender el Feuerland para obtener fondos para regresar a Alemania. Allí publicó sus exploraciones y fotografías en un libro, Silberkondor über Feuerland ("Cóndor plateado sobre Tierra del Fuego"), y un documental del mismo nombre. El barco Feuerland fue llevado a la isla de Weddell y navegó entre las islas del archipiélago de las Malvinas hasta 2006, cuando fue transportado de regreso a Alemania y catalogado como monumento histórico cultural. En 1930 Plüschow regresó a la Patagonia para continuar sus exploraciones. Allí, tanto él como Dreblow murieron en un accidente cerca del Brazo Rico, parte del lago Argentino, el 28 de enero de 1931.

## Honores y premios
En su memoria se nombra el Glaciar Gunther Plüschow en Tierra del Fuego. Los premios incluyen:
- Medalla otomana de las artes y las ciencias
- Medalla Liakat (Imperio ptomano)
- Cruz de hierro (1914), primera y segunda clases
- Cruz de Caballero de la Orden de la Casa Real de Hohenzollern con espadas
- Cruz de caballero de segunda clase de la Orden del León Zähringer, con hojas de roble y espadas (Baden)
- Orden al mérito militar con espadas, cuarta clase (Baviera)
- Cruz al mérito militar, primera y segunda clase (Mecklenburg-Schwerin)

## Libros de Plüschow
- Mi fuga de Donington Hall por Kapitänleutnant Gunther Plüschow, del Servicio Aéreo Alemán; publicado por John Lane, Bodley Head Ltd., Londres, 1922; libro autobiográfico que cuenta la historia de (título completo): Mi fuga de Donington Hall precedida por un relato del asedio de Kiao-Chow en 1914;
- Escape from England, Gunther Plüschow, Ripping Yarns.com, ISBN 1-904466-21-4, una reimpresión en inglés de 2004 de My Escape from Donington Hall.
- Plüschow, Gunther (2014), El aviador de Tsingtao, Camphor Press, ISBN. Reimpresión de My Escape from Donington Hall con una nueva introducción de Anton Rippon.
- Segelfahrt ins Wunderland, Gunther Plüschow. Berlín: Ullstein Verlag, 1926.
- Silberkondor über Feuerland, Gunther Plüschow. Berlín: Ullstein Verlag, 1929, nueva edición: Prager Bücher, ISBN 3-925769-07-2

## Películas de Plüschow
- Gunther Plüschow: Silberkondor über Feuerland, documental, 1929.

Después de su muerte:
- Ikarus, 1931
- Fahrt ins Land der Wunder und Wolken, lanzado después de 1931

## Literatura sobre Plüschow
- M. Fabiana Lizarralde - Litvachkes, Roberto  (2016).  Plüschow Secreto. ISBN 9789870548102.
- Litvachkes, Roberto (2006). Gunther Plüschow: Una Vida de Sueños, Aventuras y Desafíos por una Amor Imposible: La Patagonia! - Ein Leben voller Träume, Abenteuer und Herausforderungen, für eine unmögliche Liebe: Das unzähmbare Patagonien. Alemán-Inglés-Español-Portugués con DVD con la película original de G. Plüschow filmada en 1929, 127 minutos de duración, ISBN 987-21760-1-9
- Rippon, Anton (2009). Gunther Plüschow: Aerotécnico, Escapista y Explorador. ISBN 978-1-84884-132-1
- Whittaker, Robert E. (1994). Dragon Master: La Fuerza Aérea One-Man del Kaiser en Tsingtau, China, 1914. ISBN 978-0-9639310-1-6